# Vunt
De Vunt is een beek die ontspringt in hartje Leuven. Op oude kaarten (tot 1800) vindt men de Vunt terug als een tweehoofdige beek die samenkomt onder wat nu Sint-Maartensdal is. Niet toevallig heet de bibliotheek gelegen in de Rijschoolstraat Tweebronnen. En dus ook niet toevallig dat Sint-Maartendal een dal is.
De Vunt komt even naast de Dijle te lopen, nét voor ze beide onderdoor de Ring stromen. Deze plek heet De Twee Waters.
Oorspronkelijk liep de Dijle daar niet, maar sinds de aanleg van het Kanaal Leuven-Dijle moest de Dijle tijdelijk plaats ruimen en langs een gewijzigde route vloeien. De Vunt loopt dan door Wilsele en mondt uit in de Dijle.
De oudste naam van de rivier is bekend in het Frans: La Fointe. Op heel oude stadskaarten nog te vinden alsook deel van de rivieren of beken die de grachten rond de stadswal vol water hielden.
Het grootste deel van de Vunt (binnen de Ring van Leuven) is ondergronds, net zoals de Voer en grote delen van de Dijle.
Op heden is er Industriepark De Vunt te Holsbeek, waar de heraangelegde Dijle en Vunt naast elkaar lopen.